# Pjotr Alekszandrovics Rumjancev-Zadunajszkij
Pjotr Alekszandrovics Rumjancev-Zadunajszkij (orosz nyelven: Петр Александрович Румянцев-Задунайский, 1725. január 15.–1796. december 19.) orosz államférfi, gróf, a 18. század egyik legkiválóbb orosz hadvezére, marsall. Alekszandr Ivanovics Rumjancev, az első Rumjancev-gróf fia.
Neve a hétéves háború ütközeteiben vált ismertté. Nagy Katalin 1764-ben megszüntette a hetmanságot Kisoroszországban (Ukrajna egy részének régi orosz neve), visszahívta Kirill Grigorjevics Razumovszkij hetmant, helyette Rumjancevet kormányzóvá nevezte ki.
Az általa irányított hadsereg az 1768–1774. évi orosz-török háború egyik döntő győzelmét aratta 1770-ben a Kagul-folyónál (a mai Moldova déli részén) lezajlott ütközetben. Tovább üldözve az ellenséget egy sor erődítményt elfoglalt, seregeivel átkelt a Dunán, Szilisztrát és Várnát is megostromolta, bár azokat bevenni nem tudta. Ezután visszavonta seregeit a Duna bal partjára. 1774-ben Sumen mellett aratott jelentős győzelmet a túlerőben lévő ellenség fölött, mely nagyban hozzájárult a kücsük-kajnardzsi béke megkötéséhez. Ezután kapta meg a marsall címet és sikerei elismeréseként a kitüntető Zadunajszkij (jelentése: Dunántúli) utónevet. A kaguli győzelem emlékére Nagy Katalin obeliszket emeltetett Carszkoje Szelóban.
A háború után Rumjancev visszatért Kisoroszországba, ahol jelentős szerepet játszott az orosz berendezkedés és közigazgatás kialakításában, közben hatalmas földbirtokokat is szerzett.
Jekatyerina Mihajlovna Golicinával kötött házasságából három fia született: Nyikolaj, Mihail és Szergej. Minthogy egyikük sem nősült meg, Szergej halálával a grófi Rumjancev család kihalt.
Fiai közül kiemelkedőek Nyikolaj Petrovics Rumjancev érdemei, aki a napóleoni időkben miniszter, 1810–1812 között pedig az Államtanács elnöke volt. Könyv- és régiséggyűjtőként az orosz művelődéstörténet jelentős alakja, gyűjteményeiből alakult meg a később híressé vált Rumjancev Múzeum.